# Дубровское сельское поселение (Томская область)
Дубро́вское се́льское поселе́ние — муниципальное образование (сельское поселение) в Зырянском районе Томской области, Россия. В состав поселения входят 4 населённых пункта. Центр сельского поселения — село Дубровка. Население — 469 чел. (2021).
Первый населённый пункт — село Дубровка — был основан в 1852 году, Мишутино — в 1908 году.

## География
Поселение располагается на западе Зырянского района, на границе с Кемеровской областью и Томским районом. Площадь — 387,5 км².
На территории поселения расположен комплексный памятник природы — болото Кагаши, площадью 300 га.

## Флора и фауна
В водах местных рек обитают такие рыбы, как щука, окунь, линь, карась, чебак, елец, лещ. В местных лесах можно встретить таких животных, как лисица, колонок, медведь, глухарь, норка, бобр, косуля; произрастают такие виды грибов как подосиновики, подберёзовики, груздь, лисички, опята, маслята; более 20 видов лекарственных трав, а также более 10 видов съедобных ягод, таких как малина, смородина, облепиха, черёмуха, рябина, калина.

## Население
| 2010 | 2012 | 2013 | 2014 | 2015 | 2016 | 2017 |
| ---- | ---- | ---- | ---- | ---- | ---- | ---- |
| 776  | ↘730 | ↘717 | ↘703 | →703 | ↘689 | ↘671 |
| 2018 | 2019 | 2020 | 2021 |      |      |      |
| ↘656 | ↘625 | ↘624 | ↘469 |      |      |      |

## Населённые пункты и власть
| Населённый пункт | Население (01.08.2012) | Население (01.01.2013) |
| ---------------- | ---------------------- | ---------------------- |
| с. Дубровка      | 315                    | 305                    |
| с. Мишутино      | 159                    | 156                    |
| с. Громышевка    | 252                    | 253                    |
| пос. Васильевка  | 4                      | 3                      |

Сельским поселением управляют глава поселения и Совет. Глава сельского поселения — Татьяна Владимировна Можина.

## Экономика
Из 38750 га земли 17050 га относятся к числу сельскохозяйственных угодий. В том числе, под пашни отведено 13479 га. Наибольшее число занятых работают в сфере сельского хозяйства, малого предпринимательства и на личных подсобных хозяйствах.
В число предприятий сельского поселения входят: ЗАО «Зырянский маслозавод», СПК «Надежда», ООО «СХП Громышевское», ОАО «Мишутинское», СПК «Таежный», три крестьянских фермерских хозяйства. Работают девять магазинов. Наиболее распространённые сельскохозяйственные культуры — овёс, пшеница, ячмень, рожь. Разводят крупный рогатый скот, овец, лошадей, пчёл, свиней.

## Образование и культура
На территории поселения зарегистрированы три школы — по одной в Дубровке, Мишутине и Громышевке. Аналогичная ситуация и с домами культуры — по одному в тех же населённых пунктах. Работает фельдшерско-акушерский пункт.